# 1993年アイスホッケー世界選手権
1993年アイスホッケー世界選手権（第57回アイスホッケー世界選手権）は、4月18日から5月2日までドイツのミュンヘン、ドルトムントで開催された。出場した12チームが6チームずつに分けられて総当たりで対戦した後、上位4位以内に入ったチームがトーナメントで優勝争いを行った。決勝ではロシアがスウェーデンを破り初優勝を飾り、3位にはカナダを破ったチェコスロバキアが入った。
| 順位 | 国               |
| ---- | ---------------- |
| 優勝 | ロシア           |
| 2位  | スウェーデン     |
| 3位  | チェコスロバキア |
| 4位  | カナダ           |
| 5位  | ドイツ           |
| 6位  | アメリカ合衆国   |
| 7位  | フィンランド     |
| 8位  | イタリア         |
| 9位  | オーストリア     |
| 10位 | フランス         |
| 11位 | ノルウェー       |
| 12位 | スイス           |